# Pavla Kalná
Pavla Kalná rozená Habartová (14. listopadu 1982 Planá, Československo) je česká sportovní střelkyně. K jejím největším úspěchům patří zlato z mistrovství Evropy juniorů v roce 2002 (vzduchová puška) a individuální stříbrná medaile z ME vzduchová puška na 10m v Praze. Také má podíl na četných medailových ziscích v týmových soutěžích.
Na olympijských hrách v Pekingu v roce 2008 obsadila 31. místo ve střelbě ze vzduchové pušky na 10 metrů.